# Кіммерійські переправи

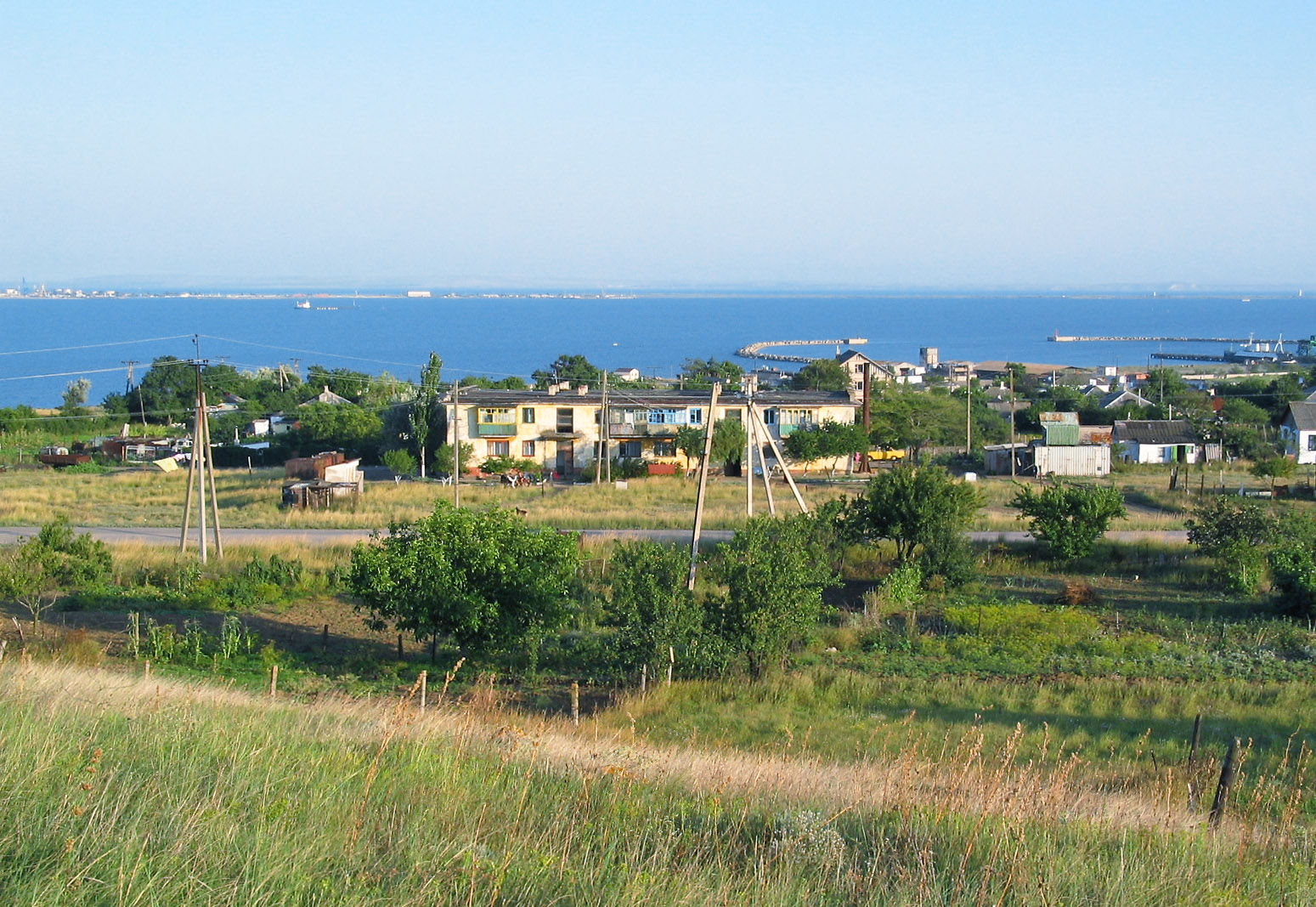
Вид на Керченську протоку в селищі Жуківка (Порфмій)

Кіммерійські переправи — переправи через Боспор Кіммерійська (Керченська протока) двічі згадані Геродотом, і обидва рази — у множині, що дає підстави для припущення, що переправ через протоку було кілька.
Названі вони на честь кіммерійців, які на час знайомства греків із Боспором у V столітті до н. е. вважалися народом вимерлим. На думку дослідника М. В. Скржинської, кіммерійська топоніміка на Боспорі виникла в доколонізаційний період серед скіфів, у яких греки запозичували ряд назв. На переправах було місто Порфмій, нині його загальноприйнята локалізація селище Жуківка.
Фізично існування переправ пов'язане з Фанагорійською регресією, коли рівень Чорного моря впав на 5-6 м. Керченська протока була вже і мілководнішою.
Переправи неодноразово отримували найменування за народом, від якого знову прибулі дізнавалися про їхнє існування (так, у Середні віки тут були хозарські переправи).